# Typhon Hato

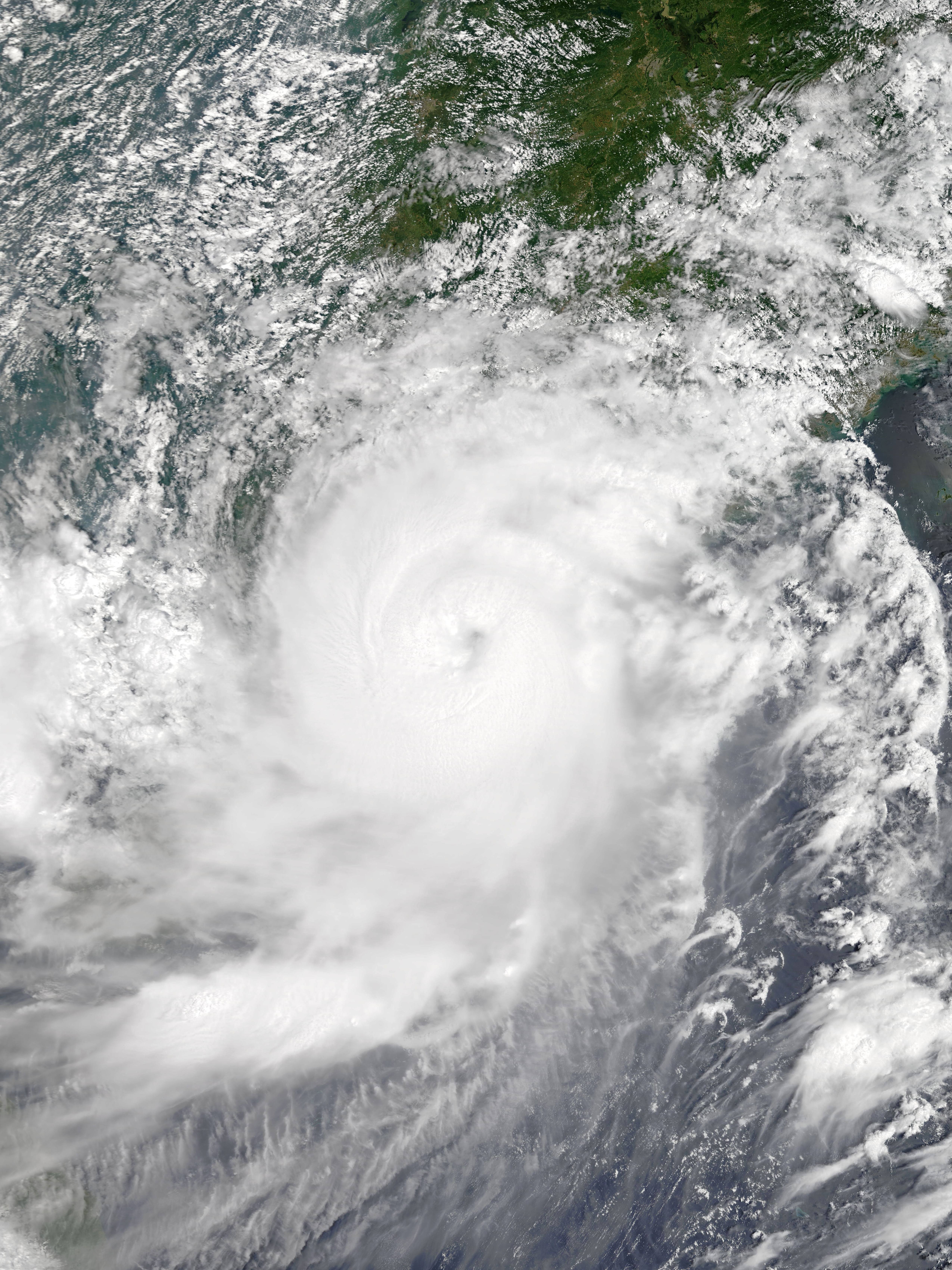
Vue du typhon au plus fort de son intensité près de Macao le 23 août 2017.

Le typhon Hato est un cyclone tropical ayant touché le Sud de la Chine entre le 19 et le 24 août 2017. Le typhon a provoqué au moins 16 morts, dont 8 à Macao et 8 autres dans le Guangdong. Le typhon a provoqué 120 blessés à Hong Kong, d'où les autorités avaient levé l'alerte maximale au typhon pour la troisième fois de son histoire. Il a privé d'électricité deux millions de ménages et 27 000 personnes ont été évacuées à la suite de son passage. Ce typhon fait partie des catastrophes environnementales de l'été 2017.
À la demande du gouvernement de Macao, la garnison de l'armée populaire de libération est déployée pour aider aux secours, ce qui est une première dans les affaires intérieures de l'histoire de Macao. Environ 1 000 soldats sont mobilisés pour aider à enlever les débris et dégager les routes.